# Patricio Patiño y Álvarez
Patricio Antonio Patiño y Álvarez (El Toboso, 1824–?, ?) fou un pintor espanyol.
Format a l'Escola de Belles Arts de San Fernando de Madrid. Abans de 1850 marxà a Roma a estudiar i aquell any s'instal·là a París i es matriculà al taller de François-Édouard Picot per preparar-se l'accés a l'Escola de Belles Arts de París, a la qual entrà el 1851. S'especialitzà en temàtica religiosa i històrica dintre de la tradició romàntica. L'any 1855 tornà a Espanya i va instal·lar el seu estudi al núm. 76 del carrer d'Atocha de Madrid.
Participà diverses vegades a les Exposicions Nacionals de Belles Arts de 1856, 1858, 1862 i 1864 amb obres religioses com Santa Clara, Jesucrist difunt o L'oració, o d'altres temàtiques com L'àvia i la nena o L'òrfena. Va obtenir una menció honorífica de tercera classe (1858) i una d'ordinària (1864). També és autor del retrat històric Gesaleic, rei got, pertanyent a la col·lecció Sèrie Cronològica dels Reis d'Espanya del Museu del Prado.
El 1864 es casà amb Aniceta Iniesta Pérez, vídua de Pascual Nuño de la Rosa. Segons les referències de la premsa, Patiño era carlí i una persona de profunda conviccions religioses. Es desconeix la data de defunció, si bé la darrera data en la qual se'l documenta és el 1890. Segons Francisco García Martín, va morir a Quintanar de la Orden.
Algunes de les seves obres han estat subhastades, entre les quals El joc de la taula el 2004, que va ser adquirida per l'estat espanyol. També alguns retrats van formar part de l'exposició La lucha por la libertad. Los pueblos de La Mancha toledana entre 1808 y 1812 a Quintanar de la Orden el 2012.